# Enicospilus echeverri
Enicospilus echeverri là một loài tò vò trong họ Ichneumonidae.